# René Müller (Fußballspieler, 1974)
René Müller (* 19. Mai 1974 in Minden) ist ein ehemaliger deutscher Fußballspieler und heutiger -trainer.

## Werdegang als Spieler
In seiner Jugendzeit spielte Müller für die Mindener SV 05, den SC Minden, den SC Herford sowie für Arminia Bielefeld. In der Saison 1993/94 lief er in der Landesliga für die FT Dützen auf und schloss sich danach vier Jahre dem FC Bad Oeynhausen an. Es folgte ein einjähriges Engagement als Vertrags-Amateur bei Preußen Münster. In der Saison 1999/2000 kam Müller zum VfL Bochum, mit dem er in die Bundesliga aufstieg und ein Spiel in der höchsten deutschen Spielklasse bestritt. Im Januar 2001 wechselte er ablösefrei zu Rot-Weiß Oberhausen. Zur Saison 2002/03 kam er dann zum FC Augsburg, wo er ebenfalls nur ein Jahr blieb.
In der folgenden Saison wechselte er zu Rot-Weiß Erfurt, dort trug er mit 17 Treffern maßgeblich zum Aufstieg der Thüringer in die 2. Bundesliga bei. In der Winterpause der Saison, als der Aufstieg noch nicht absehbar war, unterschrieb René Müller einen Vertrag beim SC Paderborn 07 (SCP). Da die Paderborner auf der Vertragserfüllung bestanden, wechselte Müller zur Saison 2004/05 in die Regionalliga Nord, anstatt mit Erfurt höherklassig zu spielen. Mit den Paderbornern gelang ihm allerdings ein Jahr später der Aufstieg.
Nach dem Zweitliga-Abstieg des SCP im Mai 2008 wechselte Müller zu Kickers Offenbach in die 3. Liga. Kurz darauf bat aus persönlichen Gründen um Auflösung seines Vertrages, was die Vereinsführung jedoch ablehnte. Nachdem er zunächst krankgeschrieben war, fehlte er danach unentschuldigt. Am 28. Juli 2008 wurde sein Vertrag dann doch aufgelöst.
Am selben Tag unterschrieb er einen Einjahresvertrag bei Rot Weiss Ahlen; nach dessen Ablauf beendete Müller 2009 seine Karriere als Spieler.

## Werdegang als Trainer
Zur Saison 2011/12 wurde René Müller Trainer beim ostwestfälischen Landesligisten TuS Tengern.
Zur Saison 2012/13 verpflichtete ihn sein alter Verein SC Paderborn 07 als Leiter des Nachwuchs-Leistungszentrums und Trainer der U-23-Mannschaft. Am 5. Mai 2013 übernahm Müller als Interimstrainer die Profimannschaft des SC Paderborn nach der Entlassung von Stephan Schmidt. Zur neuen Saison wurde er dann von André Breitenreiter abgelöst.
Im März 2016 übernahm Müller die Paderborner Mannschaft nach der Entlassung von Stefan Effenberg als neuer Cheftrainer. Müller konnte den Abstieg in die 3. Liga jedoch nicht verhindern. Im November 2016 wurde er freigestellt; Paderborn stand zu jenem Zeitpunkt auf dem 17. Tabellenplatz.
Im Januar 2017 wurde bekannt, dass er im Sommer 2017 die U23-Mannschaft von Arminia Bielefeld als Cheftrainer übernehmen wird. Aufgrund gesundheitlicher Probleme musste er dieses Amt im Februar 2018 niederlegen. Seit Juli 2018 arbeitet Müller als Sportlicher Leiter im U16- bis U19-Leistungsbereich sowie als Nachwuchs-Cheftrainer bei der Arminia.